# Frank Kirchhoff
Frank Kirchhoff (Buckeburgo, 24 de abril de 1961) é um virologista alemão, que trabalha com o vírus da imunodeficiência humana (AIDS).

## Vida
Kirchhoff frequentou a escola em Obernkirchen, onde cresceu. Após o abitur em 1982 no "Gymnasium Adolfinum Bückeburg" estudou biologia na Universidade de Göttingen, obtendo um doutorado em 1991 no Deutsches Primatenzentrum sobre o HIV-2, orientado por Gerhard Hunsmann. No pós-doutorado esteve na Harvard Medical School trabalhando com Ronald C. Desrosiers. A partir de 1994 dirigiu um grupo de trabalho no Institut für Klinische und Molekulare Virologie do Hospital Universitário de Universidade de Erlangen-Nuremberg, onde obteve a habilitação em 1996. Em 2001 tornou-se Professor da Faculdade de Medicina da Universidade de Ulm.

## Associações e prêmios
Recebeu o Prêmio Gottfried Wilhelm Leibniz de 2009. Recebeu o Prêmio Ernst Schering de 2013. É desde 2009 membro da Academia Leopoldina.

## Obras
- „Optimale“ Anpassung pandemischer HIV-1-Stämme an den Menschen. In: BIOspektrum. 2, 2010, p. 144-148, pdf
- Humanes Immundefizienz-Virus (HIV), in: Hans W. Doerr, Wolfram Gerlich (Ed.) Medizinische Virologie, Thieme, Stuttgart 2010, p. 315ff